# Jacques de Lalaing

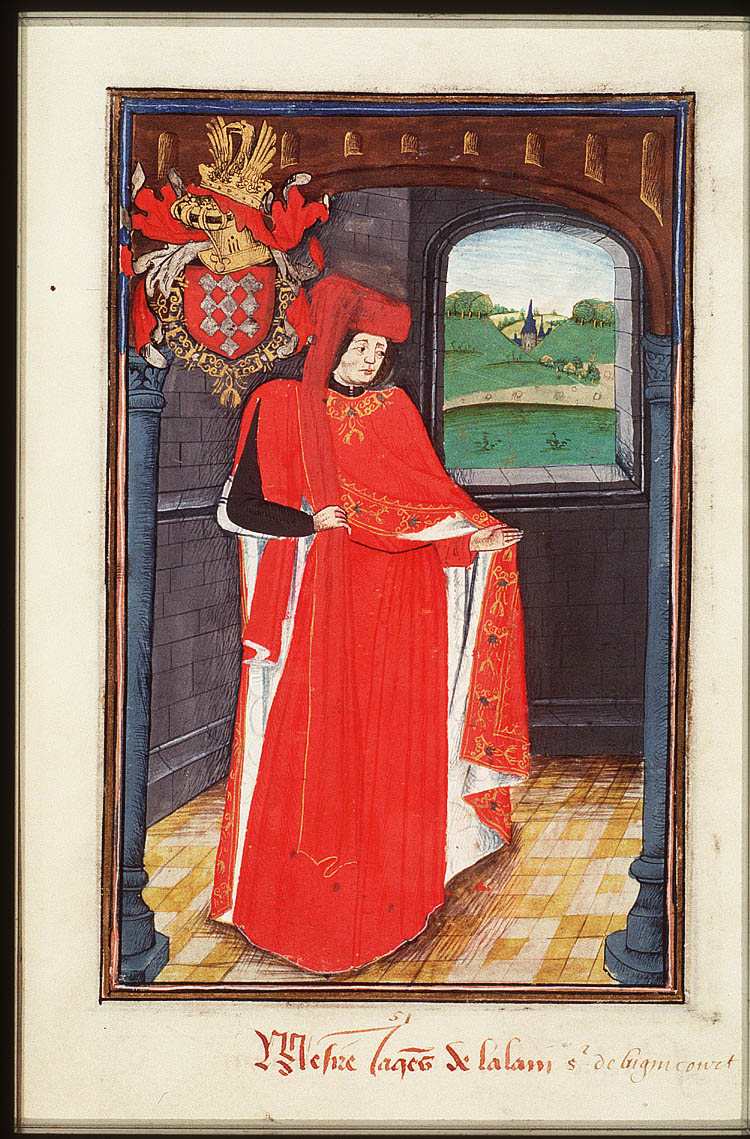
Jacques de Lalaing, miniatura średniowieczna

Herb Jacquesa de Lalaing

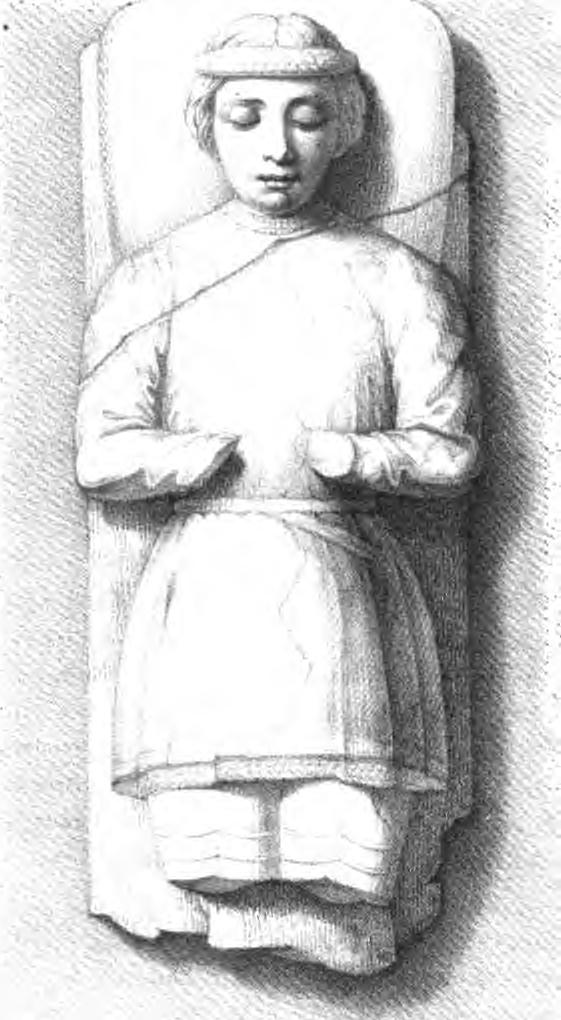
Nagrobek Jacquesa de Lalaing. Litografia J. Lapotre Douai

Jacques de Lalaing (1421–1453) – burgundzki rycerz, jeden z najsławniejszych wojowników późnego średniowiecza, uczestnik wielu turniejów i pojedynków, dowódca i dyplomata, kawaler zakonu Złotego Runa. Jako jeden z pierwszych tak znanych arystokratów zginął od kuli armatniej.

## Życiorys
Urodził się najprawdopodobniej w 1421. Pochodził ze szlacheckiego rodu o długiej tradycji. Jego rodzicami byli Guillaume de Lalaing i Jeanne de Crequy. W dzieciństwie odebrał staranne wykształcenie. Był oczytany w ówczesnej literaturze i sam posługiwał się piórem. Jednak jego życiowym powołaniem była walka zbrojna. Początkowo służył księciu Cleves, później przeszedł na służbę księcia Burgundii Filipa III Dobrego. Wcześnie dał się poznać jako wojownik dobrze wyszkolony w użyciu różnych rodzajów broni. Około dwudziestego roku życia zyskał uznanie jako uczestnik walk turniejowych. Wyróżniał się też na polu bitwy. 22 listopada 1443 uczestniczył w szturmie na miasto Luksemburg. W 1445 pokazał się na turnieju w Nancy w Lotaryngii. Wśród widzów igrzysk byli król Francji Karol VII Walezjusz i król Aragonii Alfons V Aragoński. W 1446 rycerz udał się w podróż do Francji, potem do Nawarry i Kastylii. Władcy Francji i Nawarry nie wyrazili zgody na walki z jego udziałem, natomiast król Kastylii pozwolił mu stoczyć pojedynek z Diegem de Guzman, synem wielkiego mistrza Zakonu Calatrava. Walka odbyła się 3 lutego 1447. Gdy Jacques zaczął uzyskiwać przewagę, król przerwał starcie. W 1449 Jacques wyruszył do Stirling w Szkocji, by wziąć udział w zbiorowej walce z miejscowym klanem Douglasów. Turniej miał miejsce 25 lutego 1449. Widownia liczyła około sześciu tysięcy ludzi. Po stronie Jacquesa walczył między innymi jego stryj Simon.
Książę Burgundii wysoko cenił nie tylko męstwo i sprawność bojową rycerza, ale również jego talenty dyplomatyczne. W 1451 wysłał go w poselstwie do papieża i króla Francji.

## Śmierć
Jacques de Lalaing zginął śmiercią godną rycerza, podczas buntu miasta Gandawy przeciwko Burgundczykom, 3 lipca 1453. W trakcie oblężenia twierdzy Poucques, gdy nadzorował ostrzał murów, został trafiony pociskiem wystrzelonym przez obrońców. Na wieść o stracie najlepszego rycerza Filip Dobry wpadł w furię i zapowiedział okrutną zemstę. Po zdobyciu zamku kazał powiesić wszystkich żołnierzy w fortecy, darując życie jedynie księżom i nieletnim chłopcom. Kiedy jeden z nich dotarł do Gandawy, przyznał się, że sam odpalił armatę, z której padł śmiercionośny strzał.

## Biografia
O śmierci rycerza wspominają wszystkie piętnastowieczne burgundzkie źródła o wojnie z Gandawą. Orężne czyny Jacquesa de Lalaing zostały spisane w książce Le Livre des faits de messire Jacques de Lalaing autorstwa burgundzkiego kronikarza Jeana le Fevre, przy której pracowali także historyk Georges Chastellain i herold Charolais. 
Zobacz też: 
- Jean Le Maingre (1366–1421)
- Zawisza Czarny z Garbowa